# Grand Prix Formule 1 van Zuid-Afrika 1977
De Grand Prix Formule 1 van Zuid-Afrika 1977 werd gehouden op 5 maart 1977 in Kyalami.

## Verslag
De race zal hoofdzakelijk herinnerd worden door de dood van rijder Tom Pryce en een marshal, Frederick Jansen van Vuuren.
In de 22ste ronde stak de marshal de baan over om een brand te doven in de wagen van Renzo Zorzi en werd geraakt door de wagen van Pryce. Door de impact was de marshal op slag dood, terwijl Pryce gedood werd door de brandblusser die Van Vuuren droeg. De impact van de brandblusser rukte de helm van het hoofd van Pryce, waardoor hij bijna onthoofd werd.

## Uitslag
| Positie | Nr | Rijder             | Team               | Ronden | Tijd/Opgave     | Startplaats | Punten |
| ------- | -- | ------------------ | ------------------ | ------ | --------------- | ----------- | ------ |
| 1       | 11 | Niki Lauda         | Ferrari            | 78     | 1:42:21.6       | 3           | 9      |
| 2       | 20 | Jody Scheckter     | Wolf-Ford          | 78     | +5.2            | 5           | 6      |
| 3       | 4  | Patrick Depailler  | Tyrrell-Ford       | 78     | +5.7            | 4           | 4      |
| 4       | 1  | James Hunt         | McLaren-Ford       | 78     | +9.5            | 1           | 3      |
| 5       | 2  | Jochen Mass        | McLaren-Ford       | 78     | +19.9           | 13          | 2      |
| 6       | 7  | John Watson        | Brabham-Alfa Romeo | 78     | +20.2           | 11          | 1      |
| 7       | 19 | Vittorio Brambilla | Surtees-Ford       | 78     | +23.6           | 14          |        |
| 8       | 12 | Carlos Reutemann   | Ferrari            | 78     | +26.7           | 8           |        |
| 9       | 22 | Clay Regazzoni     | Ensign-Ford        | 78     | +46.2           | 16          |        |
| 10      | 28 | Emerson Fittipaldi | Fittipaldi-Ford    | 78     | +1:11.7         | 9           |        |
| 11      | 18 | Hans Binder        | Surtees-Ford       | 77     | +1 Ronde        | 19          |        |
| 12      | 6  | Gunnar Nilsson     | Lotus-Ford         | 77     | +1 Ronde        | 10          |        |
| 13      | 8  | Carlos Pace        | Brabham-Alfa Romeo | 76     | +2 Ronden       | 2           |        |
| 14      | 30 | Brett Lunger       | March-Ford         | 76     | +2 Ronden       | 23          |        |
| 15      | 14 | Larry Perkins      | BRM                | 73     | +5 Ronden       | 22          |        |
| NF      | 9  | Alex Ribeiro       | March-Ford         | 66     | Motor           | 17          |        |
| NF      | 10 | Hans Joachim Stuck | March-Ford         | 55     | Motor           | 18          |        |
| NF      | 5  | Mario Andretti     | Lotus-Ford         | 43     | Ongeluk         | 6           |        |
| NF      | 33 | Boy Hayje          | March-Ford         | 33     | Versnellingsbak | 21          |        |
| NF      | 26 | Jacques Laffite    | Ligier-Matra       | 22     | Ongeluk         | 12          |        |
| NF      | 16 | Tom Pryce          | Shadow-Ford        | 22     | Fataal ongeluk  | 15          |        |
| NF      | 17 | Renzo Zorzi        | Shadow-Ford        | 21     | Brandstoflek    | 20          |        |
| NF      | 3  | Ronnie Peterson    | Tyrrell-Ford       | 5      | Benzinesysteem  | 7           |        |

## Statistieken
| Pole-position | James Hunt  | McLaren-Ford       | 1:15.96 |
| Snelste ronde | John Watson | Brabham-Alfa Romeo | 1:17.63 |

## Noot
- Dit was de eerste snelste ronde voor John Watson.
- Tiende podiumplaats voor Patrick Depailler.

1960 · 1960 II · 1961 · 1962 · 1963 · 1965 · 1966 · 1967 · 1968 · 1969 · 1970 · 1971 · 1972 · 1973 · 1974 · 1975 · 1976 · 1977 · 1978 · 1979 · 1980 · 1981 · 1982 · 1983 · 1984 · 1985 · 1992 · 1993